# Vytrvalostní lov

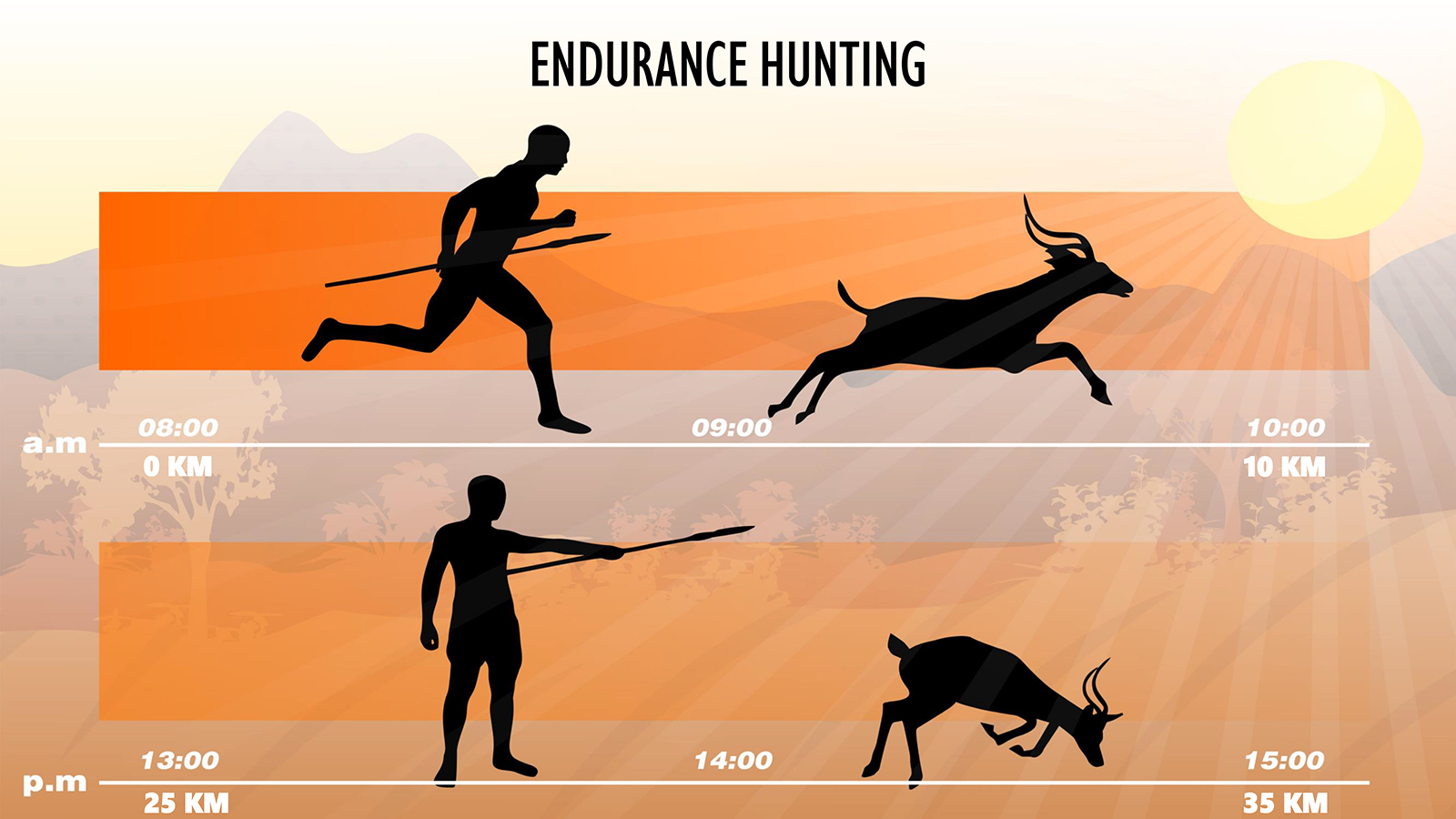
Vytrvalostní lov

Vytrvalostní lov (anglicky: persistence hunting, česky též stíhací lov) je stará lovecká technika, při níž lovec využívá schopnosti běhu a stopování tak, že kořist uštve. Člověk-lovec má oproti velkým savcům, kteří jsou hlavní obětí této lovecké techniky, několik výhod. Běh na velmi dlouhé vzdálenosti je energeticky méně náročný po dvou nohách než po čtyřech. Člověk si navíc může s sebou nést vodu a tím doplňovat tekutiny. Výhoda je i v ochlazování, člověk se dokáže potit mnohem více než zvířata, která kvůli regulaci teploty musejí vyhledat stín. Tento způsob lovu tedy bývá uplatňován jen v oblastech s relativně vysokými teplotami, tedy v tropech.
Štvanice trvá většinou mnoho hodin. Například nafilmovaný lov Sanů na antilopu kudu trval 8 hodin. Poté, co je zvíře dohnáno, nachází se ve stavu úplného vysílení a pro lovce už není problém mu zasadit smrtelnou ránu, obvykle oštěpem. Tato lovecká technika je považována za jednu z nejstarších vůbec. V současné době však již téměř vymizela. Používají jí jen Sanové (Křováci) v poušti Kalahari a Tarahumarové (Raramuriové) v severním Mexiku. Dříve ji zřejmě uplatňovali i Aboriginci v Austrálii při lovu klokanů a Navahové. Sanové tuto techniku kombinují s lovem pomocí otrávených šípů.